# Rami Räikkönen
Rami Räikkönen (Espoo, Finlandia; 14 de diciembre de 1977) es un piloto de automovilismo finlandés de Fórmula 3 y de rally.

## Carrera
Empezó corriendo en karting desde 1986 hasta 1998, ganando el campeonato de invierno ruso de karting en 1998. En 1996 Räikkönen corrió en la Mini 1000 Cup conduciendo un Mini, ganando el campeonato en 2006, año en el que terminó su andadura por la Mini 1000 Cup. Estando ya en la década del 2000, impulsó su carrera participando en el Grupo N con un Honda Integra, entre otros campeonatos como el Hankiralli y el rally de Finlandia. Además en 2003 ganó la medalla de plata en el campeonato juvenil de rally. En 2007 Räikkönen participó en la serie F3 finlandesa con Anssi Kela de compañero de equipo, llegando a terminar en tercera posición.
Rami Räikkönen además es el hermano mayor de Kimi Räikkönen. Además de su carrera deportiva es director ejecutivo en una empresa.

## Resultados

### Fórmula 3 Finlandesa
| Año  | Escudería                 | Automóvil                | 1   | 2   | 3   | 4   | 5   | 6   | 7   | 8   | 9   | 10  | 11  | 12  | Pos. | Puntos |
| ---- | ------------------------- | ------------------------ | --- | --- | --- | --- | --- | --- | --- | --- | --- | --- | --- | --- | ---- | ------ |
| 2007 | Koiranen Bros. Motorsport | Dallara F304 Opel Spiess | BOT | BOT | Lin | Lin | Kem | Kem | EST | EST | AHV | AHV | ALA | ALA | 3    | 160    |
| 2007 | Koiranen Bros. Motorsport | Dallara F304 Opel Spiess | 3   | 3   | 4   | 5   | 4   | 6   | 3   | 4   | 4   | 4   | 3   | 3   | 3    | 160    |